# Cyrille Eliezer-Vanerot
Cyrille Eliezer-Vanerot, né le 1er août 1996 à Châtenay-Malabry dans les Hauts-de-Seine, est un joueur français de basket-ball jouant au Saint-Chamond Basket.
Il remporte le titre de champion de France de Pro B 2025 avec le Boulazac Basket Dordogne.